# Список ігор BioWare
BioWare — канадська студія-розробник відеоігор, що базується в Едмонтоні, Альберта, заснована в 1995 році Реєм Музикою, Грегом Зещуком та Августином Їпом. Студія підписала угоду про партнерство з американським видавцем Interplay Productions для розробки своєї першої гри Shattered Steel, бойовика-симулятора мехів, випущеного в 1996 році. Друга гра BioWare, Baldur's Gate (1998), отримала всесвітнє визнання критиків і визначила майбутній напрямок розвитку компанії. Рольова відеогра Baldur's Gate, розійшлася тиражем понад два мільйони копій і стала найуспішнішою грою Dungeons & Dragons на той час. Через два роки студія випустила продовження Baldur's Gate II: Shadows of Amn, яке разом із використанням власних ігрових рушіїв BioWare в проєктах інших студій, зокрема Planescape: Torment (1999) та Icewind Dale (2000), допомогло студії вийти на передові позиції розробників RPG жанру. На початку 2000-х Interplay зазнала фінансових труднощів, тому BioWare змінили видавця на Infogrames, у співпраці з якими випустити свою наступну рольову гру Neverwinter Nights (2002).
Незабаром BioWare спільно з LukasArts розробили Star Wars: Knights of the Old Republic. Хоча це була не перша консольна гра BioWare, вона допомогла студії пробитися на ринок консолей, що допомогло їм укласти контракт з Microsoft Game Studios на випуск Xbox-ексклюзивів Jade Empire (2005) і Mass Effect (2007). У березні 2006 року BioWare відкрили нову студію в Остіні, штат Техас, задачею якої стала робота над їх першою MMORPG Star Wars: The Old Republic. Після придбання студії видавцем Electronic Arts, BioWare випустила першу гру франшизи Dragon Age та продовжила випуск ігор у своїй науково-фантастичній серії рольових ігор Mass Effect. У спробі відновити свою репутацію після незадовільного релізу Mass Effect 3, студія випустила спіноф Mass Effect: Andromeda (2017) та Anthem (2019), обидві з яких було поховано під шквальною критикою як іменитих видань, так і простих гравців. У 2021 році BioWare випустили фінансово успішний ремастер Mass Effect: Legendary Edition. Відомо, що зараз в розробці студії перебуває два проєкти: Dragon Age: The Veilguard та поки що безіменний проєкт у франшизі Mass Effect.

## Ігри
Усі нижче вказані ігри розроблені BioWare Edmonton за винятком окремо зазначених.
| Назва | Інформація |
| --- | --- |
| Shattered Steel Оригінальна дата випуску: 27 вересня 1996 року                                                                                                  | Роки випуску: 1996 — DOS, Windows 1997 — Mac OS 2008 — Windows |
| Shattered Steel Оригінальна дата випуску: 27 вересня 1996 року                                                                                                  | Примітки: - Пригодницький бойовик, симулятор меха - Під видавництвом Interplay Productions |
| Baldur's Gate Оригінальна дата випуску: NA 21 грудня 1998 року                                                                                                  | Роки випуску: 1998 — Windows 2000 — Mac OS |
| Baldur's Gate Оригінальна дата випуску: NA 21 грудня 1998 року                                                                                                  | Примітки: - Ізометрична рольова гра - Під видавництвом Interplay Productions - Використовує рушій Infinity Engine - Дія відбувається в рамках кампанії Забутих королівств - Заснована на настільній рольовій системі правил 2-го видання модифікованої версії Advanced Dungeons & Dragons - Сюжетне доповнення до гри Tales of the Sword Coast було випущене у 1999 році                                                                                              |
| MDK2 Оригінальна дата випуску: NA 31 березня 2000 року EU 1 липня 2000 року                                                                                     | Роки випуску: 2000 — Dreamcast, Windows 2001 — PlayStation 2 |
| MDK2 Оригінальна дата випуску: NA 31 березня 2000 року EU 1 липня 2000 року                                                                                     | Примітки: - Науково-фантастичний пригодницький бойовик - Під видавництвом Interplay Productions - Версія для PlayStation 2 отримала графічні удосконалення та була перейменована на MDK 2: Armageddon |
| Baldur's Gate II: Shadows of Amn Оригінальна дата випуску: NA 21 вересня 2000 року EU 29 вересня 2000 року                                                      | Роки випуску: 2000 — Windows 2001 — Mac OS |
| Baldur's Gate II: Shadows of Amn Оригінальна дата випуску: NA 21 вересня 2000 року EU 29 вересня 2000 року                                                      | Примітки: - Ізометрична рольова гра - Під видавництвом Interplay Productions - Використовує рушій Infinity Engine - Дія відбувається в рамках кампанії Забутих королівств - Заснована на настільній рольовій системі правил 2-го видання модифікованої версії Advanced Dungeons & Dragons - Сюжетне доповнення до гри Throne of Bhaal було випущене у 2001 році |
| Neverwinter Nights Оригінальна дата випуску: NA 18 квітня 2002 року EU 3 липня 2002 року                                                                        | Роки випуску: 2002 — Windows 2003 — Linux, Mac OS X |
| Neverwinter Nights Оригінальна дата випуску: NA 18 квітня 2002 року EU 3 липня 2002 року                                                                        | Примітки: - Рольова гра у жанрі фентезі - Під видавництвом Infogrames Entertainment - Використовує рушій Aurora Engine - Дія відбувається в рамках кампанії Забутих королівств - Заснована на настільній рольовій системі 3-ї редакції Dungeons & Dragons - Сюжетні доповнення: - Shadows of Undrentide - Hordes of the Underdark - Kingmaker |
| Star Wars: Knights of the Old Republic Оригінальна дата випуску: NA 16 липня 2003 року EU 12 вересня 2003 року                                                  | Роки випуску: 2003 — Xbox, Windows 2004 — Mac OS X 2013 — iOS 2014 — Android |
| Star Wars: Knights of the Old Republic Оригінальна дата випуску: NA 16 липня 2003 року EU 12 вересня 2003 року                                                  | Примітки: - Рольова гра у всесвіті Зоряних Війн - Під видавництвом LucasArts - Використовує рушій Odyssey Engine |
| Jade Empire Оригінальна дата випуску: NA 12 квітня 2005 року EU 22 квітня 2005 року                                                                             | Роки випуску: 2005 — Xbox 2007 — Windows 2008 — Mac OS X 2016 — iOS, Android |
| Jade Empire Оригінальна дата випуску: NA 12 квітня 2005 року EU 22 квітня 2005 року                                                                             | Примітки: - Рольова гра натхненна китайською міфологією та бойовими мистецтвами - Оригінальний Xbox-ексклюзив 2005 року вийшов під видавництвом Microsoft Game Studios - ПК-ремастер з покращеними текстурами 2007 року вийшов під видавництвом Electronic Arts |
| Mass Effect Оригінальна дата випуску: NA 20 листопада 2007 року AUS 22 листопада 2007 року EU 23 листопада 2007 року JP 21 травня 2009 року                     | Роки випуску: 2007 — Xbox 360 2008 — Windows 2012 — PlayStation 3 |
| Mass Effect Оригінальна дата випуску: NA 20 листопада 2007 року AUS 22 листопада 2007 року EU 23 листопада 2007 року JP 21 травня 2009 року                     | Примітки: - Науково-фантастична рольова гра - Під видавництвом Microsoft Game Studios |
| Sonic Chronicles: The Dark Brotherhood Оригінальна дата випуску: AUS 25 вересня 2008 року EU 26 вересня 2008 року NA 30 вересня 2008 року JP 6 серпня 2009 року | Роки випуску: 2008 — Nintendo DS |
| Sonic Chronicles: The Dark Brotherhood Оригінальна дата випуску: AUS 25 вересня 2008 року EU 26 вересня 2008 року NA 30 вересня 2008 року JP 6 серпня 2009 року | Примітки: - Рольова відеогра - Дія відбувається у всесвіті Sonic the Hedgehog - Під видавництвом Sega |
| Mass Effect Galaxy Оригінальна дата випуску: WW 22 червня 2009 року                                                                                             | Роки випуску: 2009 — iOS |
| Mass Effect Galaxy Оригінальна дата випуску: WW 22 червня 2009 року                                                                                             | Примітки: - Бойовик з видом у перспективі зверзу вниз - Під видавництвом Electronic Arts |
| Dragon Age: Origins Оригінальна дата випуску: NA 3 листопада 2009 року EU 6 листопада 2009 року                                                                 | Роки випуску: 2009 — Microsoft Windows, Xbox 360, PlayStation 3, Mac OS X |
| Dragon Age: Origins Оригінальна дата випуску: NA 3 листопада 2009 року EU 6 листопада 2009 року                                                                 | Примітки: - Розроблена BioWare, порти для консолей Xbox 360 і PlayStation 3 розроблені студією Edge of Reality, а за порт для Mac OS X відповідальна студія TransGaming - Видавець Electronic Arts - Використовує рушій Eclipse Engine - Сюжетні доповнення: - Awakening - The Stone Prisoner - Warden's Keep - Return to Ostagar - The Darkspawn Chronicles - Leliana's Song - The Golems of Amgarrak - Witch Hunt                                                   |
| Mass Effect 2 Оригінальна дата випуску: NA 26 січня 2010 року EU 29 січня 2010 року JP 13 січня 2011 року                                                       | Роки випуску: 2010 — Windows, Xbox 360 2011 — PlayStation 3 |
| Mass Effect 2 Оригінальна дата випуску: NA 26 січня 2010 року EU 29 січня 2010 року JP 13 січня 2011 року                                                       | Примітки: - Науково-фантастична рольова гра - Під видавництвом Microsoft Game Studios |
| Dragon Age II Оригінальна дата випуску: NA 8 березня 2011 року EU 11 березня 2011 року                                                                          | Роки випуску: 2011 — Microsoft Windows, Xbox 360, PlayStation 3, Mac OS X |
| Dragon Age II Оригінальна дата випуску: NA 8 березня 2011 року EU 11 березня 2011 року                                                                          | Примітки: - Розроблена BioWare, за порт для Mac OS X відповідальна студія TransGaming - Видавець Electronic Arts - Використовує рушій Lycium Engine - Сюжетні доповнення: - The Exiled Prince - Legacy - Mark of the Assassin |
| Star Wars: The Old Republic Оригінальна дата випуску: NA 20 грудня 2011 року EU 20 грудня 2011 року AS 1 березня 2012 року                                      | Роки випуску: 2011 — Windows |
| Star Wars: The Old Republic Оригінальна дата випуску: NA 20 грудня 2011 року EU 20 грудня 2011 року AS 1 березня 2012 року                                      | Примітки: - Багатоосібна онлайнова рольова гра у всесвіті Зоряних Війн - Розроблена BioWare Austin під видавництвом Electronic Arts - Використовує рушій HeroEngine - На момент свого виходу є найдорожчою коли-небудь створеною відеоігрою в історії - Цифрові доповнення: - Rise of the Hutt Cartel - Galactic Starfighter - Galactic Strongholds - Shadow of Revan - Knights of the Fallen Empire - Knights of the Eternal Throne - Onslaught - Legacy of the Sith |
| Mass Effect 3 Оригінальна дата випуску: NA 6 березня 2012 року EU 9 березня 2012 року JP 15 березня 2012 року                                                   | Роки випуску: 2012 – PlayStation 3, Wii U, Windows, Xbox 360 |
| Mass Effect 3 Оригінальна дата випуску: NA 6 березня 2012 року EU 9 березня 2012 року JP 15 березня 2012 року                                                   | Примітки: - Науково-фантастична рольова гра - Під видавництвом Electronic Arts |
| Dragon Age: Inquisition Оригінальна дата випуску: NA 18 листопада 2014 року EU 21 листопада 2014 року                                                           | Роки випуску: 2014 — Microsoft Windows, PlayStation 3, PlayStation 4, Xbox 360, Xbox One |
| Dragon Age: Inquisition Оригінальна дата випуску: NA 18 листопада 2014 року EU 21 листопада 2014 року                                                           | Примітки: - Розроблена BioWare - Видавець Electronic Arts - Використовує рушій Frostbite 3 - На момент випуску є найуспішнішим проєктом в історії BioWare за кількістю проданих копій - Сюжетні доповнення: - Jaws of Hakkon - The Descent - Trespasser |
| Mass Effect: Andromeda Оригінальна дата випуску: NA 21 березня 2017 року EU 23 березня 2017 року AUS 23 березня 2017 року                                       | Роки випуску: 2017 — PlayStation 4, Windows, Xbox One |
| Mass Effect: Andromeda Оригінальна дата випуску: NA 21 березня 2017 року EU 23 березня 2017 року AUS 23 березня 2017 року                                       | |
| Anthem Оригінальна дата випуску: WW 22 лютого 2019 року | Роки випуску: 2019 — PlayStation 4, Windows, Xbox One |
| Anthem Оригінальна дата випуску: WW 22 лютого 2019 року | |
| Mass Effect: Legendary Edition Оригінальна дата випуску: WW 14 травня 2021 року                                                                                 | Роки випуску: 2021 — PlayStation 4, Windows, Xbox One |
| Mass Effect: Legendary Edition Оригінальна дата випуску: WW 14 травня 2021 року                                                                                 | |
| Dragon Age: The Veilguard Оригінальна дата випуску: WW 31 жовтня 2024 року                                                                                      | Роки випуску: 2024 — Microsoft Windows, Xbox Series X/S, PlayStation 5 |
| Dragon Age: The Veilguard Оригінальна дата випуску: WW 31 жовтня 2024 року                                                                                      | Примітки: - Розроблена BioWare - Видавець Electronic Arts - Використовує рушій Frostbite Engine |
| Гра у всесвіті Mass Effect Заявлена дата випуску: ЩНВ | Заявлена дата випуску: ЩНВ |
| Гра у всесвіті Mass Effect Заявлена дата випуску: ЩНВ | |